# Ангаро-Катська група залізорудних родовищ
Ангаро-Катська група залізорудних родовищ — знаходиться в Красноярському краї РФ за 150 км від Усть-Ілімської ГЕС. Родовища відкриті у 1960-65 рр. при проведенні аеромагнітних робіт.
В районі нараховується 13 родовищ та рудопроявів; з них найбільші -Нерюндинське, Капаєвське, Атавінське, Полівське, Молдаванське, Пономарьовське та Катське. Всі вони гідротермального походження.
Ангаро-Катська група залізорудних родовищ пов'язана з Ангаро-Вілюйською зоною розломів, складеною слабко дислокованими осадовими породами (аргілітами, алевролітами, пісковиками, мергелями, вапняками, туфами) Тунгуської серії (верхній палеозой — нижній мезозой).
Рудні тіла представлені штоками, лінзами, стовпами та жилами масивних руд, між якими розвинуті брекчієві руди та зруденілі скарни. Співвідношення масивних і брекчієвидних руд 1:3.
Головний рудний мінерал — магнетит, другорядні — гематит, мартит, лімоніт, мушкетовіт. Вміст Fe в рудах 15 — 60 % (сер. — 33 %), глибина залягання до 1200 м. Запаси А.-к.г.з.р. до глибини 1200 м за категоріями А+В+С1 — бл. 550 млн т.
Для збагачення рекомендована магнітна сепарація.